# Gene Pitney
Gene Francis Alan Pitney (n. 17 februarie 1941, Hartford, Connecticut, SUA – d. 5 aprilie 2006, Cardiff, Țara Galilor, Regatul Unit) a fost un cantautor american.